# Gonzalo Suárez
Gonzalo Suárez Morilla (Oviedo, 30 luglio 1934) è un regista e sceneggiatore spagnolo.

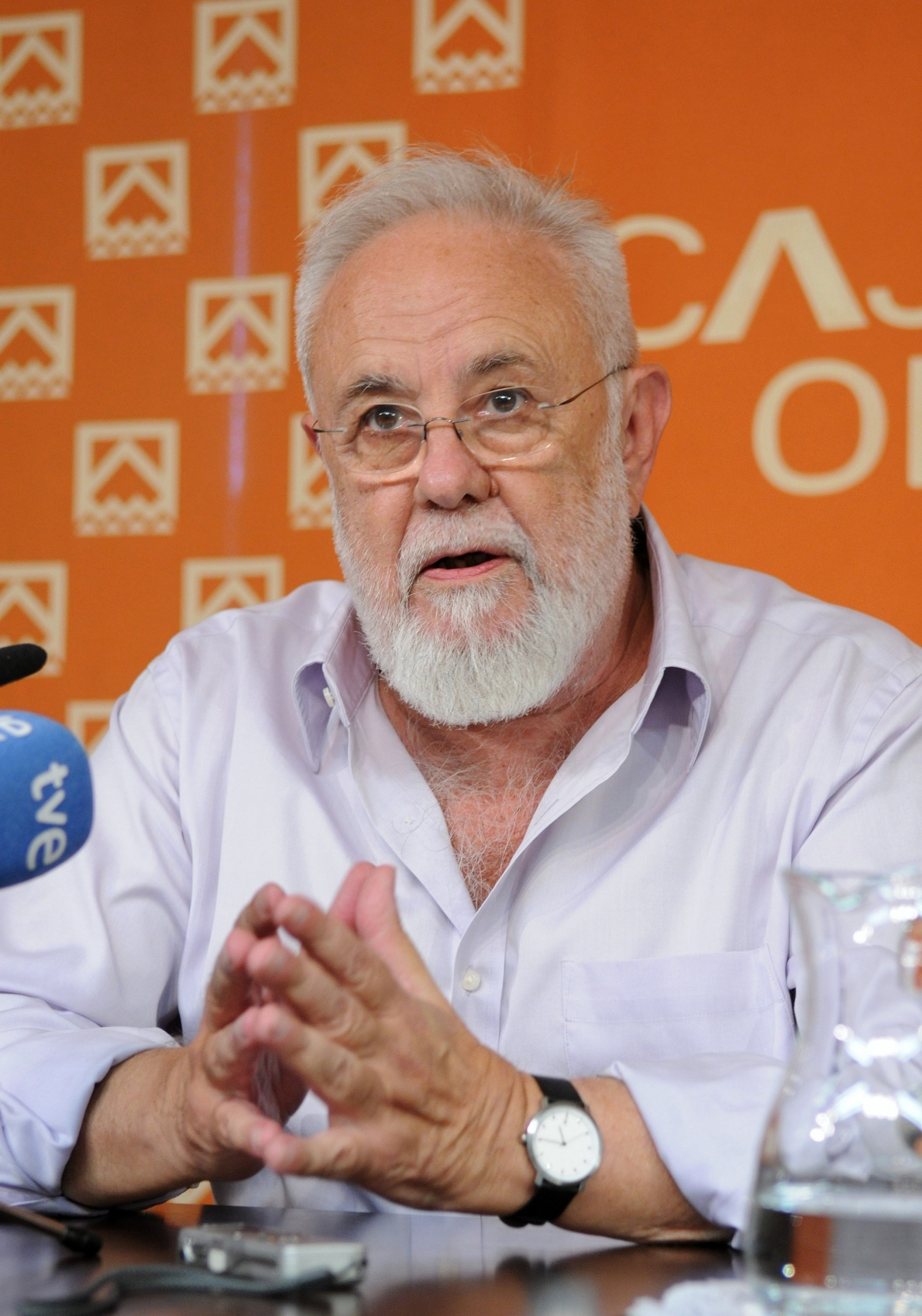
Gonzalo Suárez (2011).

Nel 1989 il suo film Remando nel vento e nel 1992 il suo film Don Giovanni negli inferni sono stati nominati al Premio Goya per il miglior film.

## Filmografia
- Ditirambo (1969)
- El extraño caso del doctor Fausto (1969)
- Aoom (1970)
- Morbo (1972)
- Al diablo, con amor (1973)
- La loba y la Paloma (1974)
- La regenta (1975)
- Beatriz (1976)
- Parranda (1977)
- Reina Zanahoria (1977)
- Cuentos para una escapada (segmento "Miniman y el superlobo") (1981)
- Epílogo (1984)
- Remando nel vento (Remando al viento) (1988)
- Don Giovanni negli inferni (Don Juan en los infiernos) (1991)
- El lado oscuro (1991)
- La reina anónima (1992)
- Il detective e la morte (El detective y la muerte) (1994)
- Mi nombre es sombra (1996)
- Sfida per la vittoria (El portero) (2000)
- El candidato (2002)
- El genio tranquilo (2006)
- Oviedo Express (2007)